# تشرتشر
تشرتشر هي قرية في مقاطعة مرند، إيران. عدد سكان هذه القرية هو 285 في سنة 2006.